# Arany Csillag
Az Arany Csillag (hivatalosan: A filmművészet Arany Csillagai – A francia filmművészeti sajtó díja, franciául: Les Étoiles d’Or du Cinéma – Prix de la Presse du Cinéma français) egy filmművészeti díj, melyet a francia Filmművészeti Sajtóakadémia tagjai ítéltek oda 1999 és 2014 között minden évben, több kategóriában, a nemzeti filmgyártás szereplőinek, az előző évi kiemelkedő alkotó munkájuk elismeréseként.
A kiválasztás alapját a rádiós, televíziós, internetes és az írott filmes sajtó mintegy 450 munkatársának, filmkritikusának leadott szavazata képezte. Az akadémia tanácsának irodája minden év decemberében eljuttatta tagjainak az adott év filmes termését tartalmazó dossziét, amelyet előzetesen hitelesített a kulturális minisztérium alárendeltségébe tartozó Nemzeti Filmközpont (Centre National de la Cinématographie). A beérkezett legtöbb szavazatot elért három-három jelölt közül választották ki kategóriánként a díjazottat vagy díjazottakat. A dossziék teljessége érdekében a kezdeti decemberi szavazást egy idő után a következő év elejére, a díjátadó gála időpontját pedig januárról február közepére, végére tolták, de mivel a díjat a „César-díj előszobájának” tartották, mindenképpen az aktuális César-gála előtt rendezték meg. A 2002-ben esedékes 4. díjkiosztó gálára nem került sor, mivel abban az évben nem osztottak ki díjakat, így a sorszámozás a következő évben folytatódott.
A kezdeti hét kategória száma az évek során többször változott, 2006-ban tizenkettőre bővült. Egy alkalommal (2008) Tiszteletbeli Arany Csillag átadására is sor került, Jeanne Moreau életművének elismeréseként.

## A Francia Filmművészeti Sajtóakadémia
A Francia Filmművészeti Sajtóakadémia szervezete biztosította minden évben az Arany Csillaggal jutalmazandók kijelölését és szervezte meg a díjátadó gálát. Tagjai filmkritikusok és filmes újságírók, akiket ajánlóik útján kooptálással, vagy közvetlen jelentkezéssel vettek fel. A tagokat az akadémia minden rendezvényére meghívták, negyedévente információs kiadványt juttatnak el részükre, amelyekből tájékozódhattak a rendezvények pillanatnyi készültségi fokáról, és az akadémia által kezdeményezett események terveiről.
Az akadémiának az is célja volt, hogy különféle filmes akciók, rendezvények szervezésével elősegítse fiatal tehetségek felfedezését.
A ügyintéző feladatokat az akadémia tanácsának irodája végezte. Legfontosabb munkája a beérkező szavazatok feldolgozása, az eredmény megvitatása és a nyertesek kilétének megállapítása volt kategóriák szerint.
Az akadémia tanácsának irodája teljesen apolitikus volt, nem testületi szervezet, független magától a rendezvénytől, ezért a mintegy tízfős szervezet a tevékenységét kizárólag egy minden tag által aláírt charta alapján végezte.

## Díjkategóriák
- Arany Csillag filmnek (1999–2014)
- Arany Csillag rendezőnek (1999–2014)
- Arany Csillag forgatókönyvnek (2005–2014)
- Arany Csillag első filmnek (2001–2014)
- Arany Csillag dokumentumfilmnek (2006–2014)
- Arany Csillag első női szerepnek[3] (1999–2014)
- Arany Csillag első férfi szerepnek[4] (1999–2014)
- Arany Csillag női felfedezettnek (1999–2014)
- Arany Csillag férfi felfedezettnek (1999–2014)
- Arany Csillag eredeti filmzene szerzőjének (1999–2014)
- A sajtó Csillagainak külön nagydíja (1999-2003)
- Arany Csillag filmgyártónak (2004–2014)
- Arany Csillag filmforgalmazónak (2004–2014)
- Arany Csillag a legjobb külföldi filmnek (2000)
- Tiszteletbeli Arany Csillag (2008)

## A díjazottak listája kategóriánként

### Arany Csillag filmnek
- 1999 : Élet, amiről az angyalok álmodnak (La vie rêvée des anges), rendező: Erick Zonca
- 2000 : Az én szép kis vállalkozásom (Ma petite entreprise), rendező: Pierre Jolivet
- 2001 : Ízlés dolga (Le goût des autres), rendező: Agnès Jaoui
- 2002 :  nem osztottak ki díjat
- 2003 : Én, te, ő (Etre et avoir), rendező: Nicolas Philibert
- 2004 : Belleville randevú – Francia rémes[5] (Les triplettes de Belleville), rendező: Sylvain Chomet

Nem kell a csók (Pas sur la bouche), rendező: Alain Resnais
- 2005 : Ha te nem lennél (Rois et Reine), rendező: Arnaud Desplechin
- 2006 : Halálos szívdobbanás (De battre mon cœur s’est arrêté), rendező: Jacques Audiard
- 2007 : Lady Chatterley, rendező: Pascale Ferran

A dicsőség arcai (Indigènes), rendező: Rachid Bouchareb
- 2008 : A kuszkusz titka (La graine et le mulet), rendező: Abdellatif Kechiche
- 2009 : Az osztály (Entre les murs), rendező: Laurent Cantet
- 2010 : A próféta (Un prophète), rendező: Jacques Audiard
- 2011 : Emberek és istenek (Des hommes et des dieux), rendező: Xavier Beauvois
- 2012 : The Artist – A némafilmes (The Artist), rendező: Michel Hazanavicius
- 2013 : Rozsda és csont (De rouille et d'os), rendező: Jacques Audiard
- 2014 : Adèle élete – 1–2. fejezet (La vie d'Adèle), rendező: Abdellatif Kechiche

### Arany Csillag rendezőnek
- 1999 : Patrice Chéreau – Aki szeret engem, vonatra ül (Ceux qui m'aiment prendront le train)
- 2000 : Régis Wargnier – Kelet-Nyugat (Est-Ouest)
- 2001 : Mathieu Kassovitz – Bíbor folyók (Les rivières pourpres)
- 2002 : – nem osztottak ki díjat
- 2003 : Roman Polański – A zongorista (Le pianiste)
- 2004 : Lucas Belvaux – Trilógia – Csodás páros (Un couple épatant), Trilógia - Menekülés (Cavale) és Trilógia – Az élet után (Après la vie)
- 2005 : Arnaud Desplechin – Ha te nem lennél (Rois et Reine)
- 2006 : Jacques Audiard – Halálos szívdobbanás (De battre mon cœur s’est arrêté)
- 2007 : Alain Resnais – Szívek (Cœurs)
- 2008 : Abdellatif Kechiche – A kuszkusz titka (La graine et le mulet)
- 2009 : Arnaud Desplechin – Karácsonyi történet (Un conte de Noël)
- 2010 : Jacques Audiard – A próféta  (Un prophète)
- 2011 : Roman Polański – Szellemíró (The Ghost Writer)
- 2012 : Michel Hazanavicius – The Artist – A némafilmes (The Artist)
- 2013 : Michael Haneke – Szerelem (Amour)
- 2014 : Abdellatif Kechiche – Adèle élete – 1–2. fejezet (La vie d'Adèle)

### Arany Csillag forgatókönyvnek
- 2005 : Agnès Jaoui és Jean-Pierre Bacri – Mint egy angyal (Comme une image)
- 2006 : Michael Haneke – Rejtély (Caché)
- 2007 : Philippe Lioret és Olivier Adam – Köszönöm, jól vagyok (Je vais bien ne t'en fais pas)
- 2008 : Abdellatif Kechiche – A kuszkusz titka (La graine et le mulet)
- 2009 : Rémi Bezançon – Hátralévő életed első napja (Le premier jour du reste de ta vie)
- 2010 : Jacques Audiard, Thomas Bidegain, Abdel Raouf Dafri és Nicolas Peufaillit – A próféta (Un prophète)
- 2011 : Bertrand Blier – A jégkockák zörgése (Le bruit des glaçons)
- 2012 : Valérie Donzelli és Jérémie Elkaïm – Szemünk fénye (La guerre est déclarée)
- 2013 : Jacques Audiard és Thomas Bidegain – Rozsda és csont (De rouille et d'os)
- 2014 : Albert Dupontel és Laurent Turner – Kilenc hónap letöltendő (9 mois ferme)

### Arany Csillag első filmnek
- 2001 : Ízlés dolga (Le goût des autres), rendező: Agnès Jaoui
- 2002 : – nem osztottak ki díjat
- 2003 : Csak a szépre emlékezem (Se souvenir des belles choses), rendező: Zabou Breitman
- 2004 : – nem osztottak ki díjat
- 2005 : Összefonódva (Brodeuses), rendező: Éléonore Faucher
- 2006 : Hidegzuhany (Douches froides), rendező: Antony Cordier
- 2007 : Szerelemgyerek (Mauvaise foi), rendező: Roschdy Zem
- 2008 : Persepolis, rendező: Marjane Satrapi és Vincent Paronnaud
- 2009 : L'apprenti, rendező: Samuel Collardey

Versailles, rendező: Pierre Schoeller
- 2010 : Helyes kölykök (Les beaux gosses), rendező: Riad Sattouf
- 2011 : Tout ce qui brille, rendező: Géraldine Nakache és Hervé Mimran
- 2012 : Angele és Tony (Angèle et Tony), rendező: Alix Delaporte
- 2013 : Louise Wimmer, rendezte: Cyril Mennegun
- 2014 : Én, én és az anyám (Les garçons et Guillaume, à table !), rendezte: Guillaume Gallienne

### Arany Csillag dokumentumfilmnek
- 2006 : Le filmeur, rendező: Alain Cavalier
- 2007 : Kigali, des images contre un massacre, rendező: Jean-Christophe Klotz
- 2008 : A terror ügyvédje (L'avocat de la terreur), rendező: Barbet Schroeder
- 2009 : Les plages d'Agnès, rendező: Agnès Varda
- 2010 : L'enfer d'Henri-Georges Clouzot, rendező: Serge Bromberg és Ruxandra Medrea
- 2011 : Benda Bilili!, rendező: Renaud Barret és Bertrand de La Tullaye
- 2012 : Tous au Larzac, rendező: Christian Rouaud
- 2013 : A láthatatlanok (Les invisibles), rendezte: Sébastien Lifshitz
- 2014 : La Maison de la radio, rendezte: Nicolas Philibert

### Arany Csillag első női szerepnek
- 1999 : Sandrine Kiberlain – Eladó (À vendre)
- 2000 : Karin Viard – Fel a fejjel! (Haut les cœurs !)
- 2001 : Sandrine Kiberlain – Minden rendben, mehetünk! (Tout va bien, on s'en va)
- 2002 : nem osztottak ki díjat
- 2003 : Isabelle Huppert – 8 nő (8 femmes)
- 2004 : Sylvie Testud – Tokiói tortúra (Stupeur et tremblements)
- 2005 : Emmanuelle Devos – Ha te nem lennél (Rois et Reine)
- 2006 : Nathalie Baye – A kis hadnagy (Le petit lieutenant)
- 2007 : Cécile de France – Amikor énekes voltam (Quand j'étais chanteur) és Szerelemgyerek (Mauvaise foi)
- 2008 : Isabelle Carré – Anna M.

Marion Cotillard – Piaf (La Môme)
- 2009 : Yolande Moreau – Séraphine
- 2010 : Isabelle Adjani – A szoknya napja (La journée de la jupe)
- 2011 : Sara Forestier – A szerelem nevei (Le nom des gens)
- 2012 : Bérénice Bejo – The Artist – A némafilmes (The Artist)
- 2013 : Marion Cotillard – Rozsda és csont (De rouille et d'os)
- 2014 : Adèle Exarchopoulos – Adèle élete – 1–2. fejezet (La vie d'Adèle)

### Arany Csillag első férfi szerepnek
- 1999 : Charles Berling – Az unalom (L'ennui)
- 2000 : Jean-Pierre Bacri – Kennedy et moi
- 2001 : Sacha Bourdo – Sur un air d’autoroute
- 2002 : nem osztottak ki díjat
- 2003 : François Berléand – A bálványom (Mon idole)
- 2004 : Daniel Auteuil – Kisebb sérülések (Petites coupures) és Csak Ön után! (Après vous...)
- 2005 : Mathieu Amalric – Ha te nem lennél (Rois et Reine)
- 2006 : Romain Duris – Halálos szívdobbanás (De battre mon cœur s’est arrêté)
- 2007 : Jean Dujardin – OSS 117: Képtelen kémregény (OSS 117 : Le Caire nid d'espions)

François Cluzet – Senkinek egy szót se! (Ne le dis à personne)
- 2008 : Mathieu Amalric – Szkafander és pillangó (Le scaphandre et le papillon)
- 2009 : Vincent Cassel – Halálos közellenség – Public Enemy (L'instinct de mort) és Halálos közellenség 2. - Public Enemy No. 1. (L'ennemi public n°1)
- 2010 : François Cluzet – À l'origine
- 2011 : Éric Elmosnino – Gainsbourg (hősi élet) (Gainsbourg (vie héroïque))
- 2012 : Jean Dujardin – The Artist – A némafilmes (The Artist)
- 2013 : Jean-Louis Trintignant – Szerelem (Amour)
- 2014 : Guillaume Gallienne – Én, én és az anyám (Les garçons et Guillaume, à table !)

### Arany Csillag női felfedezettnek
- 1999 : Natacha Régnier – Élet, amiről az angyalok álmodnak (La vie rêvée des anges)
- 2000 : Caroline Ducey – Románc (Romance)
- 2001 : Isild Le Besco – Sade márki (Sade)
- 2002 : nem osztottak ki díjat
- 2003 : Cécile de France – Irène és Lakótársat keresünk (L'auberge espagnole)
- 2004 : Laura Smet – Burjánzó sejtek (Les corps impatients)
- 2005 : Marilou Berry – Mint egy angyal (Comme une image)

Sara Forestier – A kitérés (L'esquive)
- 2006 : Fanny Valette – Kis Jeruzsálem (La Petite Jérusalem)
- 2007 : Mélanie Laurent – Köszönöm, jól vagyok (Je vais bien, ne t'en fais pas) és Dikkenek
- 2008 : Hafsia Herzi – A kuszkusz titka (La graine et le mulet)
- 2009 : Nora Arnezeder – Külvárosi mulató (Faubourg 36)
- 2010 : Pauline Étienne – A beszélő titkai (Qu’un seul tienne et les autres suivront)
- 2011 : Leïla Bekhti – Tout ce qui brille
- 2012 : Anaïs Demoustier – A Kilimandzsáró hava (Les neiges du Kilimandjaro)
- 2013 : Izia Higelin – Mauvaise fille
- 2014 : Adèle Exarchopoulos – Adèle élete – 1–2. fejezet (La vie d'Adèle)

### Arany Csillag férfi felfedezettnek
- 1999 : Pascal Greggory – Aki szeret engem, vonatra ül (Ceux qui m'aiment prendront le train)

Denis Podalydès – Isten látja lelkem (Dieu seul me voit)
- 2000 : Éric Caravaca – C'est quoi la vie ?
- 2001 : Jalil Lespert – Emberi erőforrások (Ressources humaines)
- 2002 : nem osztottak ki díjat
- 2003 : Lorànt Deutsch – Kretének, de extrémek (Le Raid), valamint Háromszoros visszavágó (3 zéros)
- 2004 : Gaspard Ulliel – Kallódók (Les égarés)
- 2005 : Julien Boisselier – Clara et moi
- 2006 : Louis Garrel – Szabályos szeretők (Les amants réguliers)
- 2007 : Thibault Vinçon – Les amitiés maléfiques
- 2008 : Andy Gillet – Astrée és Céladon szerelmei (Les amours d'Astrée et de Céladon)

Jocelyn Quivrin – 99 frank (99 francs)
- 2009 : Tomer Sisley – Largo Winch – Az örökös (Largo Winch)
- 2010 : Tahar Rahim – A próféta  (Un prophète)
- 2011 : Éric Elmosnino – Gainsbourg (hősi élet) (Gainsbourg (vie héroïque))
- 2012 : Omar Sy – Életrevalók (Intouchables)
- 2013 : Matthias Schoanerts – Rozsda és csont (De rouille et d'os)
- 2014 : Vincent Macaigne – A júliusi randevú (La fille du 14 juillet)

### Arany Csillag eredeti filmzene szerzőjének
- 2001 : Tony Gatlif –  Vengo
- 2002 : nem osztottak ki díjat
- 2003 : Krishna Levy –  8 nő (8 femmes)

Antoine Duhamel –  De Gaulle katonái (Laissez-passer)
- 2004 : Benoît Charest –  Belleville randevú – Francia rémes[5] (Les triplettes de Belleville)
- 2005 : Bruno Coulais –  Kóristák (Les choristes) és Genezis (Genesis)
- 2006 : Alexandre Desplat –  Halálos szívdobbanás (De battre mon cœur s’est arrêté)
- 2007 : M –  Senkinek egy szót se! (Ne le dis à personne)
- 2008 : Alex Beaupain –  Szerelmesdalok (Les Chansons d'amour)
- 2009 : Reinhardt Wagner –  Külvárosi mulató (Faubourg 36)
- 2010 : Alexandre Desplat –  A próféta  (Un prophète), A bűn serege (L'armée du crime), Szerelem életre-halálra  (Et après), Coco Chanel (Coco avant Chanel), Chéri – Egy kurtizán szerelme (Chéri)
- 2011 : Alexandre Desplat –  Szellemíró (The Ghost Writer)
- 2012 : Ludovic Bource – The Artist – A némafilmes (The Artist)
- 2013 : Alexandre Desplat – Rozsda és csont (De rouille et d'os)
- 2014 : Alexandre Desplat – Renoir

### Arany Csillag filmgyártónak
- 2004 : Patrick Sobelman és Diana Elbaum –  Agat Films
- 2005 : Jacques Perrin –  Galatée Production
- 2006 : Pascal Caucheteux –  Why Not Productions
- 2007 : Christophe Rossignon –  Nord-Ouest Production
- 2008 : Jérôme Seydoux –  Pathé Renn Productions
- 2009 : Carole Scotta és Caroline Benjo –  Haut et court Productions
- 2010 : Pascal Caucheteux –  Why Not Productions
- 2011 : Pascal Caucheteux –  Why Not Productions
- 2012 : Thomas Langmann – La Petite Reine
- 2013 : Michel Saint-Jean – Diaphana Films
- 2014 : Vincent Maraval – Wild Bunch

### Arany Csillag filmforgalmazónak
- 2004 : Michel Saint-Jean –  Diaphana
- 2005 : Stéphane Célerier –  Mars Distribution
- 2006 : Stéphane Célerier –  Mars Distribution
- 2007 : Stéphane Célerier –  Mars Distribution
- 2008 : François Ivernel –  Pathé Distribution
- 2009 : François Ivernel –  Pathé Distribution
- 2010 : Stéphane Célerier –  Mars Distribution
- 2011 : Jean-Philippe Tirel –  Wild Bunch Distribution
- 2012 : Nicolas Seydoux – Gaumont Distribution
- 2013 : Nicolas Seydoux – Gaumont Distribution
- 2014 : Thierry Lacaze – Wild Bunch Distribution

### A sajtó Csillagainak külön nagydíja
- 1999 : Jeanne és a tökéletes férfi (Jeanne et le Garçon formidable), rendező: Olivier Ducastel és Jacques Martineau
- 2000 : Utazás (Voyages), rendező: Emmanuel Finkiel
- 2001 : Szenvedélyes színdarab (Esther Kahn), rendező: Arnaud Desplechin
- 2002 : nem osztottak ki díjat
- 2003 : Une pure coïncidence, rendező: Romain Goupil

### Arany Csillag a legjobb külföldi filmnek
- 2000 : The Straight Story – Igaz történet (The Straight Story), rendező: David Lynch

### Tiszteletbeli Arany Csillag
- 2008 : Jeanne Moreau – életműve elismeréseként.